# Filipe Emanuel de Lorena
Filipe Emanuel de Lorena (Nancy, 9 de setembro de 1558 – Nuremberga, 19 de fevereiro de 1602) foi duque de Mercœur e de Penthièvre, marquês de Nomeny, barão d'Ancenis e governador da Bretanha. Nasceu em Nomeny (Lorena) e morreu em Nuremberga.
Era filho do príncipe Nicolau de Lorena, Duque de Mercoeur e conde de Vaudémont, na época regente do ducado da Lorena e do de Bar em nome do seu sobrinho, o duque Carlos III da Lorena, e de Joana de Saboia-Nemours.

## Casamento e descendência[2]
Filipe Emanuel casa, em Paris em 1576, Maria de Luxemburgo (1562-1623), duquesa de Penthièvre, filha de Sebastião do Luxemburgo, conde e depois duque de  Penthièvre, e de Maria de Beaucaire. Desse casamento nasceram:
- Francisco (François), morto jovem;
- Luís (Louis), morto jovem;
- Filipe Luís (Philippe Louis) (1589-1590);
- Francisca (Françoise) (1592-1669), casou em 1609 com César de Bourbon (1594-1665), duque de Vendôme e de Étampes.